# Ronald Farren-Price
Ronald William Farren-Price (* 1930 in Brisbane, Queensland) ist ein australischer Pianist.

## Leben
Nach dem Schulbesuch studierte Farren-Price Klavier an der Universität Melbourne, ehe er anschließend sein Studium in Deutschland sowie bei Claudio Arrau in London fortsetzte. 1955 wurde er am Melbourne Conservatorium of Music aufgenommen.
Er begann ab 1967 ausgedehnte Konzerttourneen durch die USA, Großbritannien sowie Europa und war der erste australische Pianist, der Gastspiele in der Sowjetunion gab. Neben regelmäßigen Rundfunkauftritten und von Vera Bradford arrangierten Konzerten, trat er auch mit zahlreichen Orchestern wie dem der Melbourne Grammar School und dem Frankston Symphony Orchestra auf. Daneben folgten etliche Schallplattenaufnahmen bei dem 1968 gegründeten australischen Plattenlabel Move Records.
Später wurde er außerdem Associate Professor am Melbourne Conservatorium of Music, der heutigen Fakultät für Musik der Universität Melbourne, deren Dekan er von 1986 bis 1990 war. Zu seinen dortigen Studenten gehörten spätere Pianisten wie Amir Farid und Anne Goldsworthy.